# 富克尼
富克尼（法語：Fouquenies，法語發音：[fukni]）是法国瓦兹省的一个市镇，属于博韦区。

## 地理
富克尼（49°27'57"N, 2°2'24"E）面积6.35 平方千米，位于法国上法蘭西大區瓦兹省，该省份为法国北部内陆省份，北起索姆省，西接厄尔省和滨海塞纳省，南至塞纳-马恩省和瓦兹河谷省，东临埃纳省。
与富克尼接壤的市镇（或旧市镇、城区）包括：博韦、埃尔希、泰兰河畔米伊、勒蒙圣阿德里安、博韦西地区皮耶尔雷菲特、特鲁瓦斯勒。

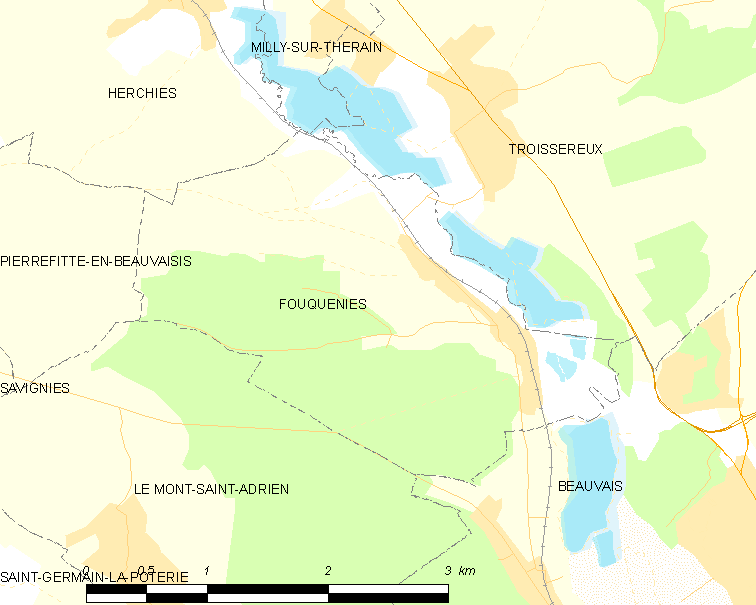
富克尼的OSM定位图

富克尼的时区为UTC+01:00、UTC+02:00（夏令时）。

## 行政
富克尼的邮政编码为60000，INSEE市镇编码为60250。

## 政治
富克尼所属的省级选区为博韦第一县。

## 人口

1962-2008年间富克尼人口变化图示

富克尼于2022年1月1日时的人口数量为405人。